# Андреевское (север Москвы)
Андреевское (Приютово) — исторический район на севере Москвы, бывшее сельцо на северо-востоке Дмитровского района.

## География
Располагалось на Коровьем враге. К востоку от деревни проходило Дмитровское шоссе, за которым находилась Киселёва дача. Сейчас на месте деревни располагается 16-й микрорайон Дегунина.

## История
В 1859 году Андреевское (Приютово) — владельческое сельцо при пруде на Дмитровской дороге.
В 1916 году в Андреевском был кирпичный завод предпринимателя Гаша.
В 1921 году на базе завода Гаша близ станции Лианозово, при деревне Лупиха (деревня Андреевское уже не упоминается) организован Гаша—Заводский концетрационно-производственный лагерь № 1 Позднее завод Гаша упоминается как Лианозовский кирпичный завод.